# Coptacrella
Coptacrella is een geslacht van rechtvleugeligen uit de familie veldsprinkhanen (Acrididae). De wetenschappelijke naam van dit geslacht is voor het eerst geldig gepubliceerd in 1902 door Ignacio Bolívar.
Het geslacht is sterk verwant aan Coptacra Stål.

## Soorten
Het geslacht Coptacrella  is monotypisch en omvat slechts de volgende soort:
- Coptacrella martini Bolívar, 1902